# Sun Rockers Shibuya
El Sun Rockers Shibuya (en japonés サンロッカーズ渋谷) es un equipo de baloncesto japonés con sede en la ciudad de Tokio, que compite en la B.League, la máxima competición de su país. Disputa sus partidos en el Brex Arena Utsunomiya de la Universidad Aoyama, con capacidad para 2.500 espectadores.

## Historia

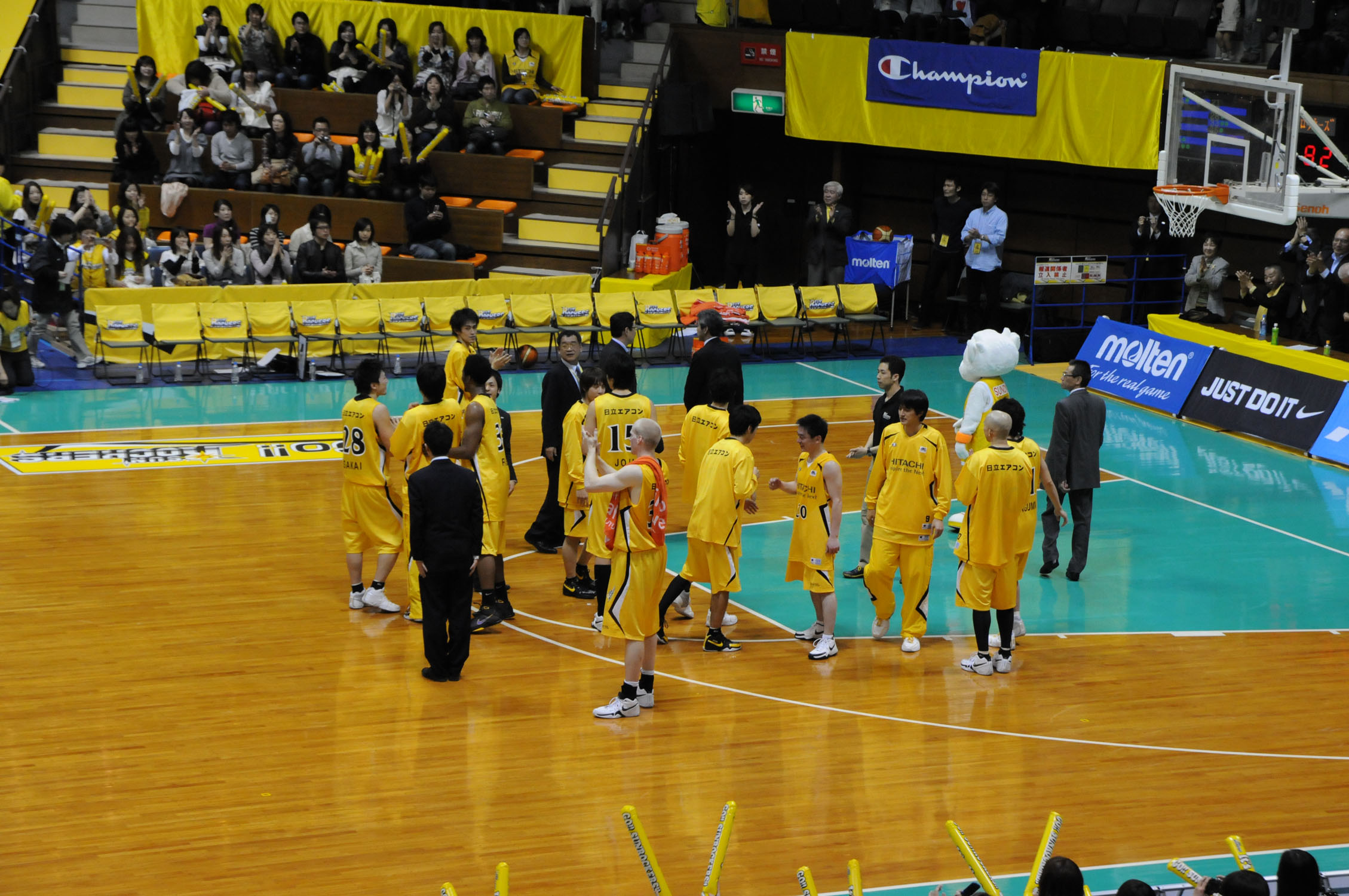
Hitachi SunRockers, en 2009.

El equipo se formó en 2000 a partir de la fusión de dos equipos de baloncesto anteriores afiliados a la empresa Hitachi, el Hitachi Headquarters Basketball Club, fundado en 1935, y el Hitachi Osaka Basketball Club, fundado en 1956; quienes se unieron para formar los Hitachi SunRockers.
En 2000, tras la reestructuración de la liga japonesa, el equipo comenzó a participar en la JBL Super League, la liga de baloncesto más importante de Japón en ese momento. Esto marcó el comienzo de un período importante para el equipo, que se ganó una sólida reputación en la escena del baloncesto japonés. En 2007, el equipo se convirtió en un equipo importante de la Japan Basketball League (JBL), una liga que funcionó hasta 2013. Durante este tiempo, los Sun Rockers tuvieron una presencia constante en las competiciones de alto nivel, llegando incluso a la final en la temporada 2008-2009, pero nunca lograron asegurar el título.
En 2015, el equipo ganó su primer trofeo importante desde su fundación en 2000, la Copa del Emperador, tras derrotar a Hiroshima Dragonflies 81-66 en la final.
Con el lanzamiento de la B.League en 2016, el 1 de abril de ese año, la gestión del club fue transferida a Hitachi Sunrockers Ltd., una subsidiaria de Hitachi. El equipo tomó el nombre de Hitachi Sunrockers Tokyo-Shibuya y estableció su sede en el barrio de Shibuya de Tokio.
En 2020, Sun Rockers Shibuya celebró una gran victoria al ganar la Copa del Emperador por segunda vez en su historia tras derrotar a Kawasaki Brave Thunders 78-73 en la final.
En junio de 2022 el equipo fue adquirido por Sega Sammy Holdings, una importante multinacional japonesa con intereses en la industria de los juegos electrónicos y el entretenimiento.

## Palmarés
- Copa del Emperador: 2

2014-15, 2019-20